# Hibiscus schizopetalus
Hibiscus schizopetalus — багаторічна рослина роду гібіск родини мальвових. Високий кущ із соковито-зеленим листям і великими червоними квітками, що вирізняються виїмчастими пелюстками. Поширений у Східній Африці. Належить до декоративних культур відкритого ґрунту (у теплих регіонах) або кімнатних рослин (в холодних країнах).

## Етимологія
Родова назва hibiscus запозичена через латину з давньогрецької мови, де вона позначала мальву — близьку родичку усіх гібісків. Видова назва цієї рослини утворена поєднанням дав.-гр. σχίζω — «розщеплюю» і дав.-гр. πέταλον — «пелюстка», вона вказує на незвичну форму пелюсток. На цій особливості також акцентують увагу численні англійські назви: англ. fringed rosemallow — «зубчаста трояндова мальва», англ. spider hibiscus — «пауковий гібіск», англ. fringed hibiscus — «зубчастий гібіск» тощо. Ще одна поширена назва англ. japanese hibiscus — «японський гібіск» чи англ. japanese lantern — «японський ліхтарик». Вона не пов'язана із географічним розповсюдженням цього виду, оскільки в Японії Hibiscus schizopetalus не трапляється, а також вказує на химерну форму квітки. Інша назва, англ. coral hibiscus — «кораловий гібіск», повідомляє про їхній колір.

## Опис
Багаторічна вічнозелена або напіввічнозелена рослина, що зростає у формі куща заввишки завширшки 1,5—1,8 м та заввишки 1,5—2,4 м (за іншими відомостями до 3—4 м). Гілки тонкі, ледь пониклі. Листки до 12 см завдовжки, черешкові, прості, яйцеподібні або яйцеподібно-овальні, зубчасті, загострені, насичено-зелені.
Квітки поодинокі, розташовані на кінцях минулорічних пагонів, звисають вниз на міцних, відносно довгих квітконіжках. Квітки цього виду актиноморфні, двостатеві, п'ятичленні. Чашечка трубчаста з яйцеподібними долями відгину. Пелюстки великі, глибоко виїмчасті, загнуті назад (вверх), рожевого, коралово-червоного або ясно-червоного кольору. Тичинки і маточка зростаються разом, при цьому білуватий стовпчик сильно виступає над пелюстками, залишаючись спрямованим вниз. Кінець стовпчика загинається і в місці згину до нього кріпляться зо кілька десятків тичинок з жовтими пиляками. Приймочка п'ятилопатева, яскраво-червона. Верхівка кожної лопаті має вигляд крихітної пухнастої кульки.

### Хімічний склад
Всебічного дослідження хімічного складу цього виду не проводили. Існують лише фрагментарні відомості. Наприклад, у листі Hibiscus schizopetalus знайдені тритерпенові естери, а основним антоціановим барвником пелюсток виступає ціанідин-3-самбусофорозід.

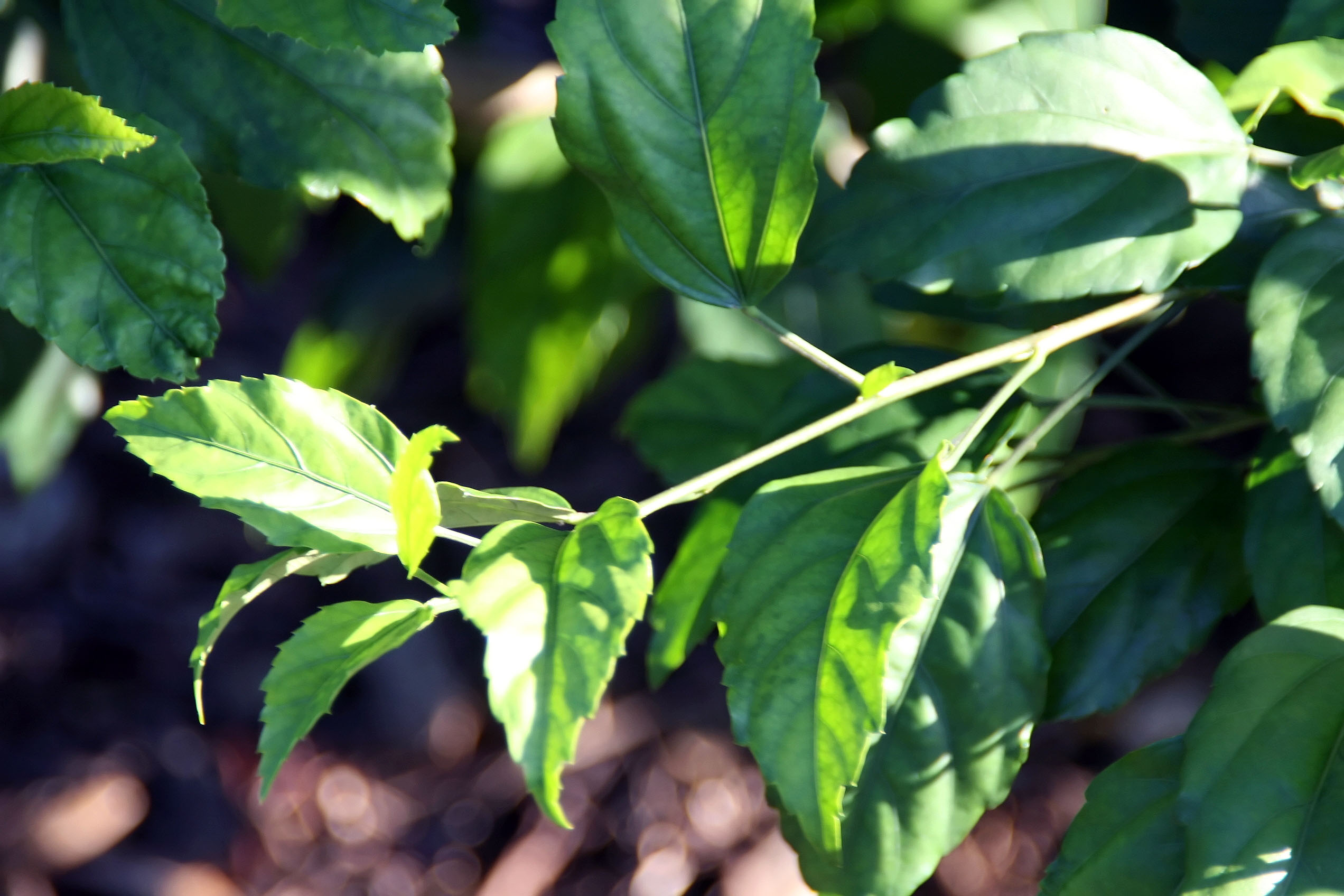
Листки.
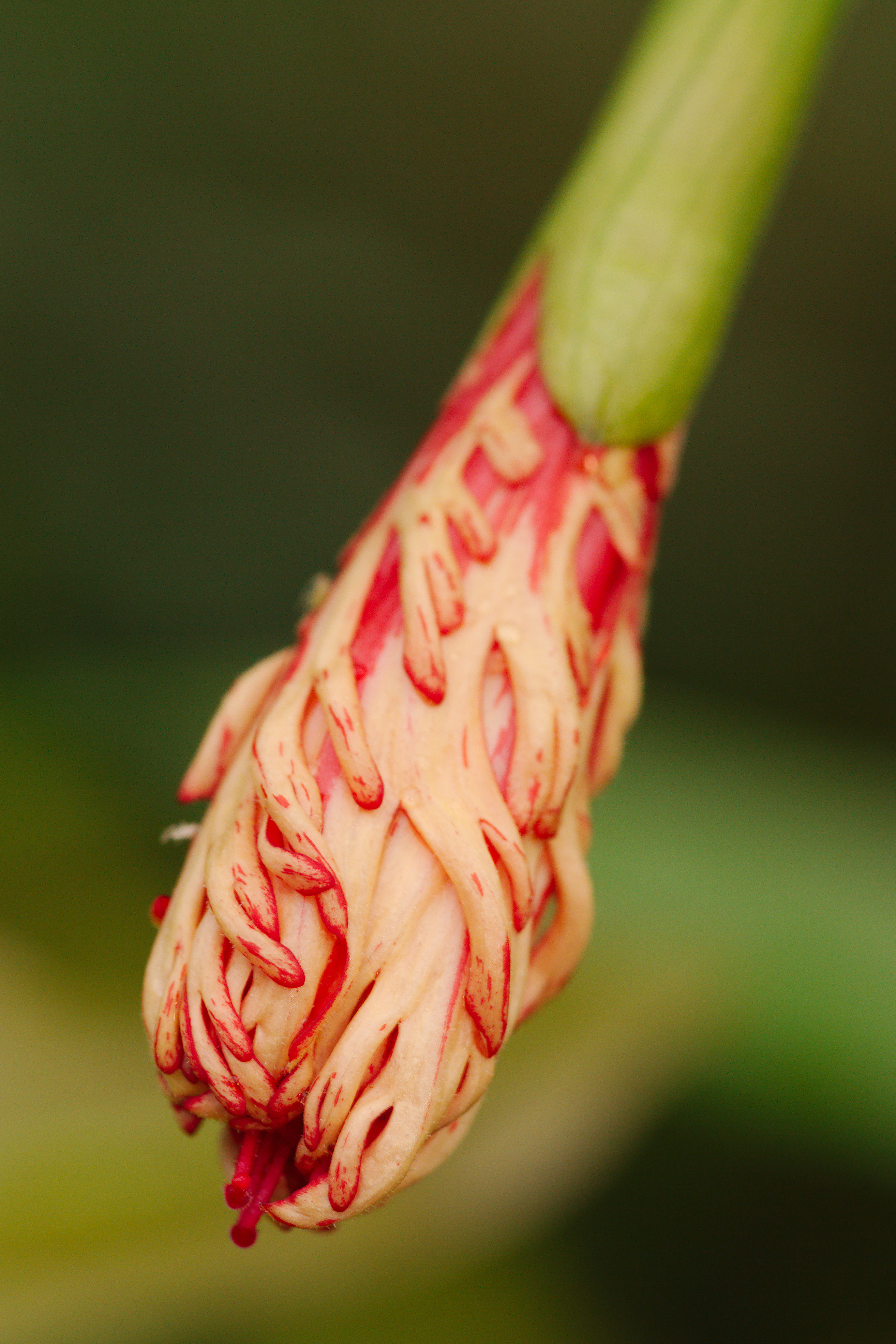
Пуп'янок.
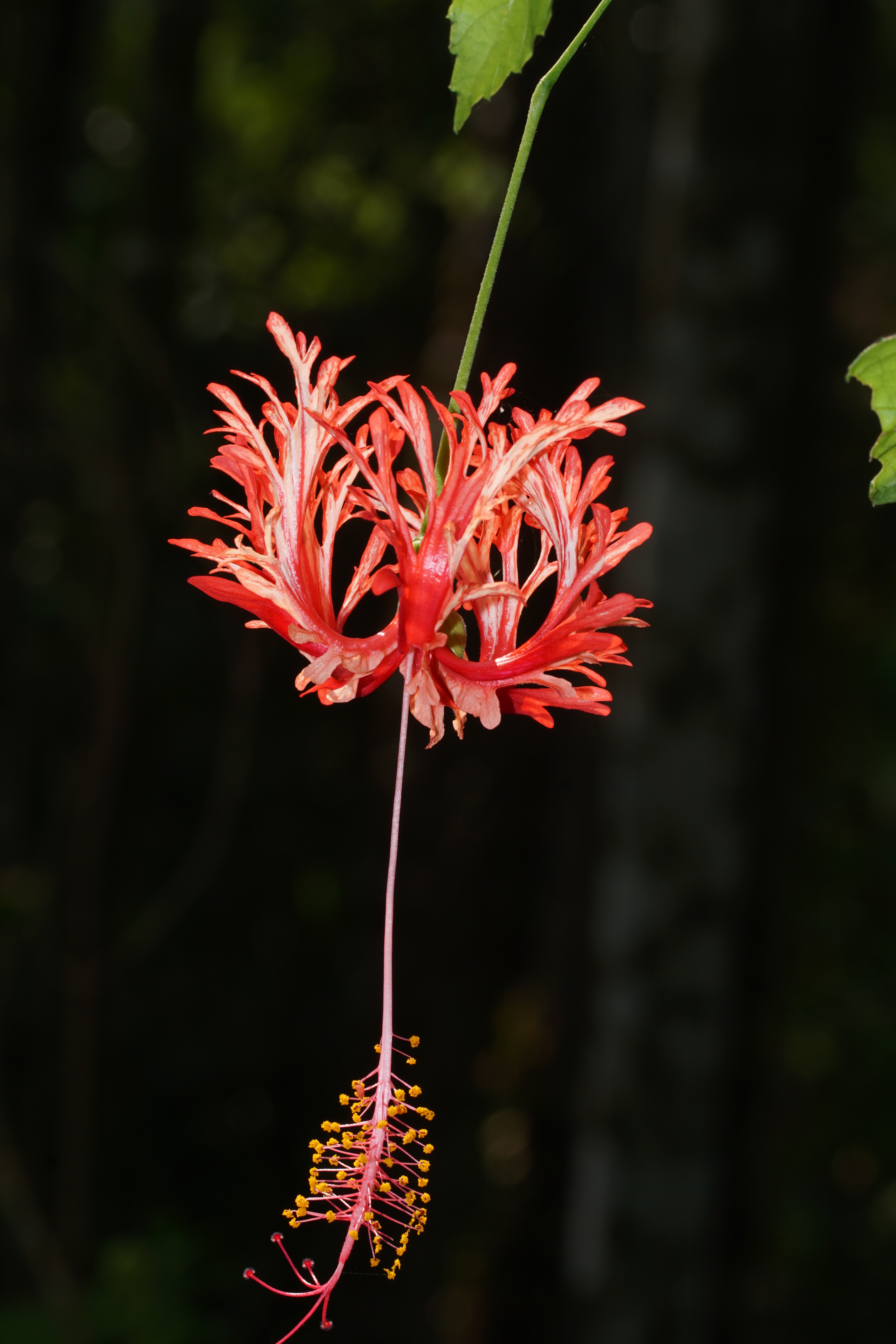
Розквітла квітка.
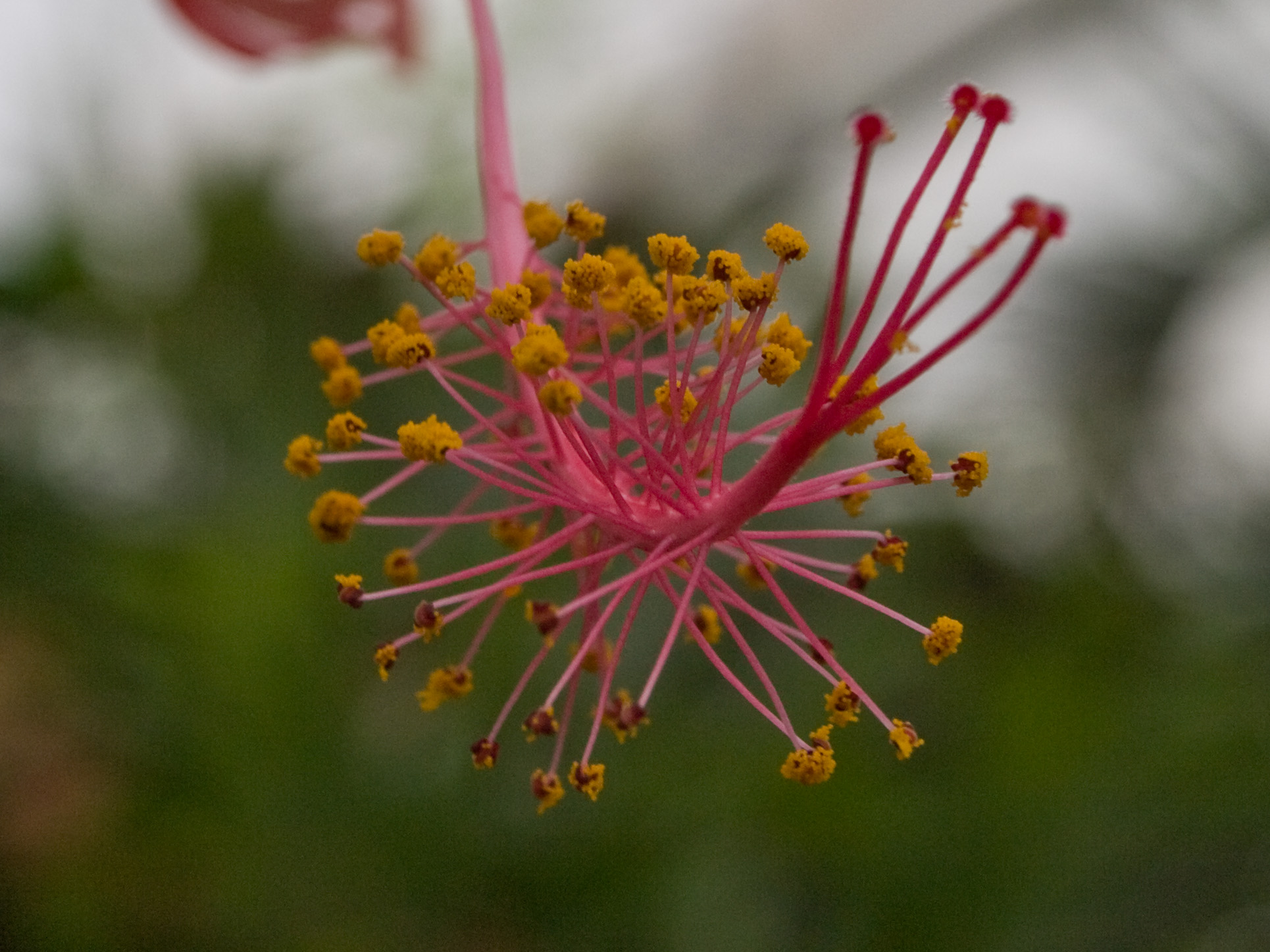
Стовпчик і тичинки великим планом.

## Поширення та екологія

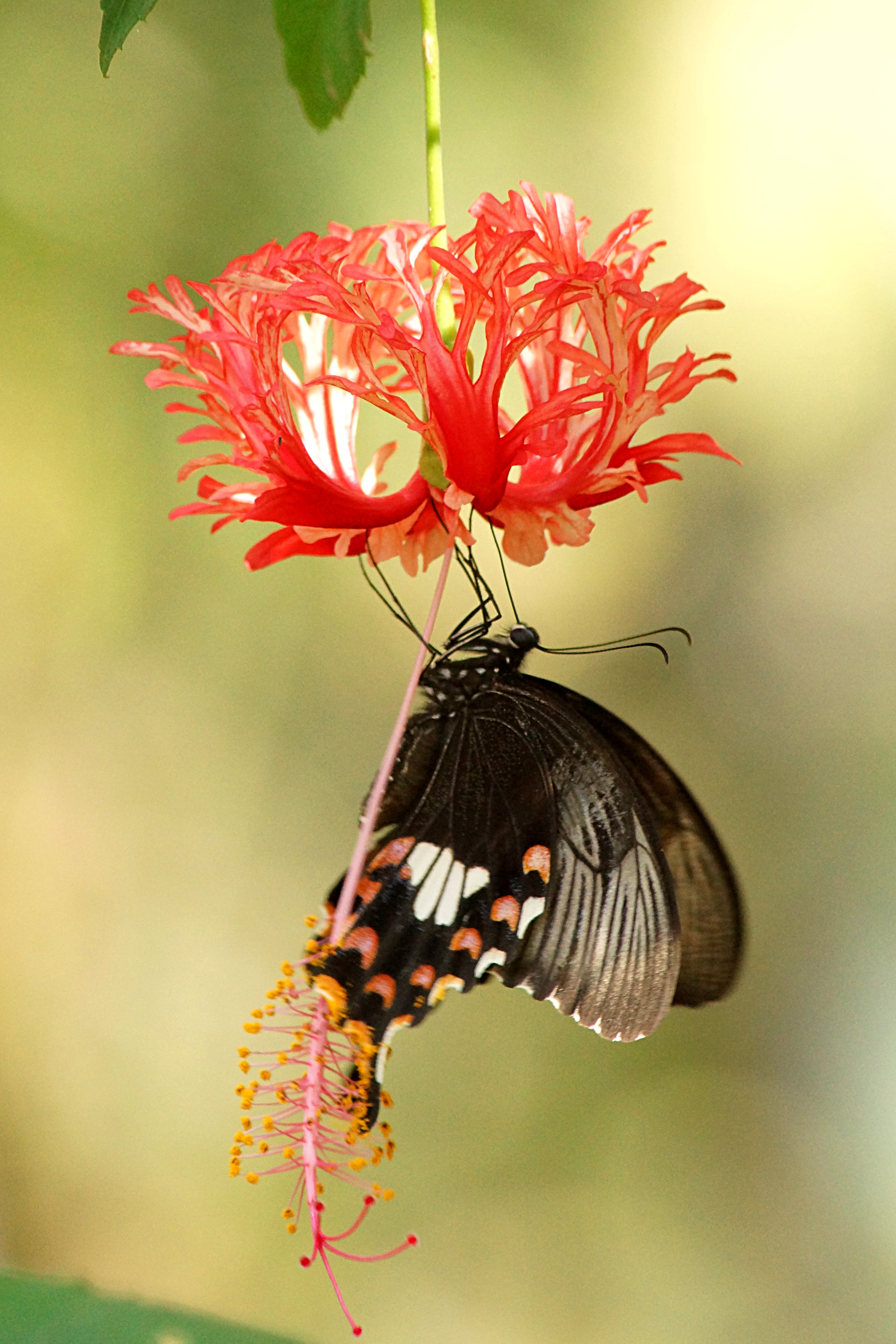
Запилення квітки метеликом Papilio polytes.

Ареал Hibiscus schizopetalus охоплює Східну Африку, де цей вид поширений в межах трьох країн — Кенії, Танзанії й на півночі Мозамбіку.
Рослина світло- та вологолюбна, віддає перевагу добре освітленим місцям, родючим, дренованим, але добре зволоженим суглинкам із нейтральною або слаболужною реакцією. Попри теплолюбність цей вид гібіска здатен витримати короткочасне зниження температури.
Розмножується насінням і вегетативно. Перший спосіб переважає у природі, а вегетативне розмноження живцюванням застосовують у культурі. Цвітіння відбувається влітку. Квіти ентомофільні, запилюються метеликами. Hibiscus schizopetalus належить до рослин, що швидко ростуть, і вже за перший рік життя може досягти 1 м заввишки. Повного розвитку кущі досягають у віці 5—10 років.
У культурі на ньому паразитують трипси і попелиці, крім того, Hibiscus schizopetalus може вражати борошниста роса. В культурі до поїдання оленями стійкий.

## Використання
Hibiscus schizopetalus вирощують як декоративну рослину в тропічних країнах і країнах помірного поясу. В тропіках цей кущ висаджують у відкритому ґрунті, створюючи невеликі групи або живоплоти. В холодному кліматі Hibiscus schizopetalus висаджують у контейнери, які розташовують у великих добре освітлених приміщеннях, а з травня по вересень — у патіо. Рідше його висаджують як однорічну рослину. Культурні особини для ряснішого цвітіння потребують нерегулярної (раз на 3—4 роки) слабкої обрізки.
За високі декоративні якості цей вид нагороджений відзнакою Королівського садівничого товариства.

## Таксономія
За відомостями сайту The Plant List для цього виду зареєстрований тільки один синонім — Hibiscus rosa-sinensis var. schizopetalus Dyer, тобто спочатку Hibiscus schizopetalus розглядали як підвид гібіску китайської рожі.